# Eleni Tzoka

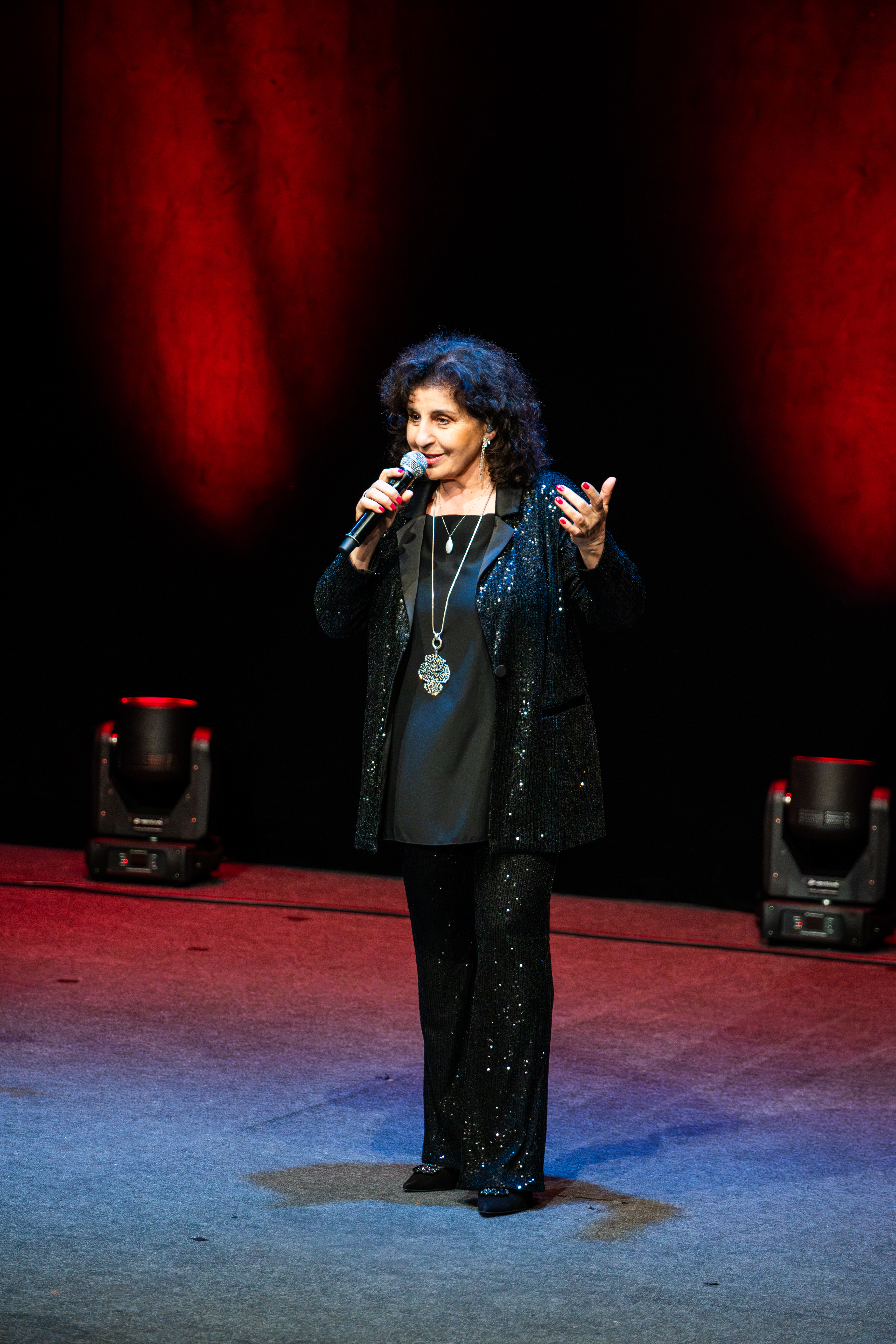
Eleni Tzoka, 2024

Eleni Tzoka, geborene Milopoulu (* 27. April 1956 in Bielawa, Wojewodschaft Niederschlesien) ist eine polnische Sängerin.

## Leben und Wirken
Sie wurde als Kind griechischer Auswanderer geboren und in Polen unter dem Künstlernamen  Eleni populär.
Ihre erste Platte Po słonecznej stronie życia wurde im Jahre 1977 aufgenommen. Dies war der Anfang ihrer erfolgreichen Solokarriere. In den darauffolgenden Jahren nahm sie zahlreiche weitere Platten auf. Mit Troszeczkę ziemi, troszeczkę słońca sang sie die polnische Version von Ein bißchen Frieden. Sie sang auf Polnisch und auf Griechisch. Im Jahre 1994 wurde ihre einzige Tochter Afrodyta ermordet. Eleni selbst vergab dem Täter. Im Jahre 2006 gab Eleni das Buch mit dem Titel Nic miłości nie pokona heraus.
Sie erhielt die internationale Auszeichnung als Kavalier des Ordens des Lächelns.

## Diskografie
- 1978: Po słonecznej stronie życia
- 1979: S’apago – moja miłość
- 1980: Buzuki disco
- 1980: Ty – jak niebo, ja – jak obłok
- 1982: Lovers
- 1983: Grecja raz jeszcze
- 1984: Morze snu
- 1985: Muzyka twoje imię ma
- 1986: Eleni... 10
- 1986: Kolędy polskie śpiewa Eleni (PL: Platin)[3]
- 1987: Miłość jak wino
- 1990: Wakacyjny flirt
- 1990: Sound from Greece
- 1991: 24 golden greats
- 1992: Złote przeboje
- 1992: Przystań pod gwiazdami
- 1995: W rytmie Zorby
- 1996: Nic miłości nie pokona (PL: Gold)
- 1998: Kolędy polskie śpiewa Eleni vol 2
- 1999: Za wszystkie noce – złota kolekcja (PL: Gold)
- 1999: Moje credo
- 2001: Coś z Odysa
- 2003: Miłości ślad